# Lommagölen (Tvings socken, Blekinge)
Lommagölen är en sjö i Karlskrona kommun i Blekinge och ingår i Nättrabyån-Ronnebyåns kustområde.